# Hindon
Hindon – wieś w Anglii, w hrabstwie Wiltshire. Leży 23 km na zachód od miasta Salisbury i 147 km na zachód od Londynu.